# کی می‌خواد تا ابد زندگی کنه
«کی می‌خواد تا ابد زندگی کنه» (به انگلیسی: Who Wants to Live Forever) تک‌آهنگی از کوئین است که در سال ۱۹۸۶ میلادی منتشر شد.